# Jorge Díaz de León
Jorge Alberto Díaz de León Luque o Jorge Díaz de León (28 de marzo de 1984, San Luis Potosí, San Luis Potosí, México) es un futbolista mexicano, que juega como portero en los Correcaminos de la UAT del Ascenso MX.

## Clubes
| Club                   | País   | Año             |
| ---------------------- | ------ | --------------- |
| Tigres UANL            | México | 2004 - 2006     |
| Tigres B               | México | 2006 - 2009     |
| Alacranes de Durango   | México | 2009 - 2010     |
| Querétaro CF           | México | 2010 - 2011     |
| Tigres UANL            | México | 2011 - 2013     |
| Correcaminos de la UAT | México | 2013 - Presente |
| Multiequipos           | México | 2016 - 2021     |

## Palmarés
| Título               | Club        | País   | Año  |
| -------------------- | ----------- | ------ | ---- |
| Torneo Apertura 2011 | Tigres UANL | México | 2011 |